# Gebrüder
Gebrüder (von mittelhochdeutsch gebruoder, althochdeutsch gibruoder), kurz Gebr., ist ein Kollektivum des Wortes Bruder. Verwendet wird sie heute hauptsächlich in Verbindung mit einem nachgestellten Familiennamen als Pluralwort, das zwei oder mehrere von den Brüdern einer Familie zusammenfassend unter Betonung ihrer besonderen Zusammengehörigkeit bezeichnet. Das Wort ist insbesondere in traditionellen Firmenbezeichnungen gebräuchlich und kommt außerdem als Bezeichnung (zweier) historisch namhafter Brüder vor, die durch ihr Zusammenwirken besonders herausragende wissenschaftliche oder technische Leistungen vollbrachten.
Im 20. Jahrhundert kam in Verbindung mit dem Veralten des Wortgebrauchs die Vorstellung auf, dass Gebrüder richtigerweise nur die Gesamtheit der Brüder einer Familie bezeichne und deshalb auch Jacob und Wilhelm Grimm als älteste von insgesamt fünf Brüdern der Familie Grimm richtig nur als Brüder Grimm und nicht als Gebrüder Grimm zu bezeichnen seien. Diese Auffassung steht im Widerspruch nicht nur zum Sprachgebrauch der beiden Grimm und ihrer Zeitgenossen, die beide Bezeichnungen nebeneinander verwendeten, sondern sie steht im Widerspruch auch zum sonstigen historischen Gebrauch, denn ebenso wie Geschwister – ursprünglich ebenfalls ein Kollektivum zur Bezeichnung einer Mehrzahl von Schwestern – war auch Gebrüder nie auf die Bezeichnung einer Gesamtzahl festgelegt. Brüder Grimm hat sich jedoch als die neutralere Bezeichnung in der Fachsprache durchgesetzt.

## Liste bekannter Gebrüder
- Gebrüder Graun – deutsche Komponisten (18. Jh.)
- Gebrüder Grimm neben Brüder Grimm – deutsche Sprachwissenschaftler und Märchensammler (18.–19. Jh.)
- Gebrüder Kießling – deutsche Bauunternehmung (20. Jh.)
- Gebrüder Mayer – österreichische Orgelbauer
- Fahrzeugfabrik Gebr. Möck – ehemaliger Automobilhersteller
- Gebrüder Montgolfier – französische Erfinder des Heißluftballons (18.–19. Jh.)
- Gebrüder-Müller – siehe Gebrüder-Müller-Quartette (19. Jh.)
- Gebrüder Müller Griesheim – ehemaliger deutscher Flugzeughersteller
- Gebrüder Pospíšil – tschechische Weltmeister im Radball
- Gebrüder Riezler – bayerische Bankengründer
- Gebrüder Schlegel – deutsche Literaturhistoriker (18.–19. Jh.)
- Gebrüder Schnell – Schweizer liberale Politiker (18.–19. Jh.)
- Gebrüder Stumm – ehemaliger deutscher Montankonzern
- Gebrüder Weiss – österreichisches Logistikunternehmen
- Gebrüder Weiss-Oberndorfer – ehemaliges österreichisches Radsportteam
- Gebrüder Werner – ehemalige Fahrzeughersteller (19.–20. Jh.)
- Gebrüder Wright – US-amerikanische Luftfahrt-Pioniere (19.–20. Jh.)

Weiteres:
- Zwey Gebrüder – Segelschiff (1858)
- Die Gebrüder Kip – Roman von Jules Verne (1902)
- Gebrüder Blattschuss – deutsche Musikgruppe (1970er–1980er)
- Die Gebrüder Weihnachtsmann – US-amerikanische Filmkomödie von David Dobkin (2007)